# Villa moerens
Villa moerens är en tvåvingeart som först beskrevs av Philippi 1865.  Villa moerens ingår i släktet Villa och familjen svävflugor. Inga underarter finns listade i Catalogue of Life.